# Campyloneurus praeclarus
Campyloneurus praeclarus är en stekelart som beskrevs av Turner 1918. Campyloneurus praeclarus ingår i släktet Campyloneurus och familjen bracksteklar. Inga underarter finns listade.